# 崇善寺
崇善寺（すうぜんじ）は、中華人民共和国山西省太原市迎沢区にある仏教寺院。

## 歴史
崇善寺は、唐の創建で、当時は白馬寺と称した。
宋代に「延寿寺」と改称。その後、「崇善寺」と改称。
明の洪武14年（1381年）、朱元璋の三男の晋王朱棡に母である馬皇后を祀るために崇善寺が再建された。
清の同治2年（1864年）、火災で大悲殿以外を焼失した。光緒6年（1881年）、張之洞は旧跡に孔子廟を建立する。
1983年、中華人民共和国国務院は仏寺を漢族地区仏教全国重点寺院に認定した。2013年3月5日、中華人民共和国国務院は大悲殿を全国重点文物保護単位に認定した。

## 伽藍

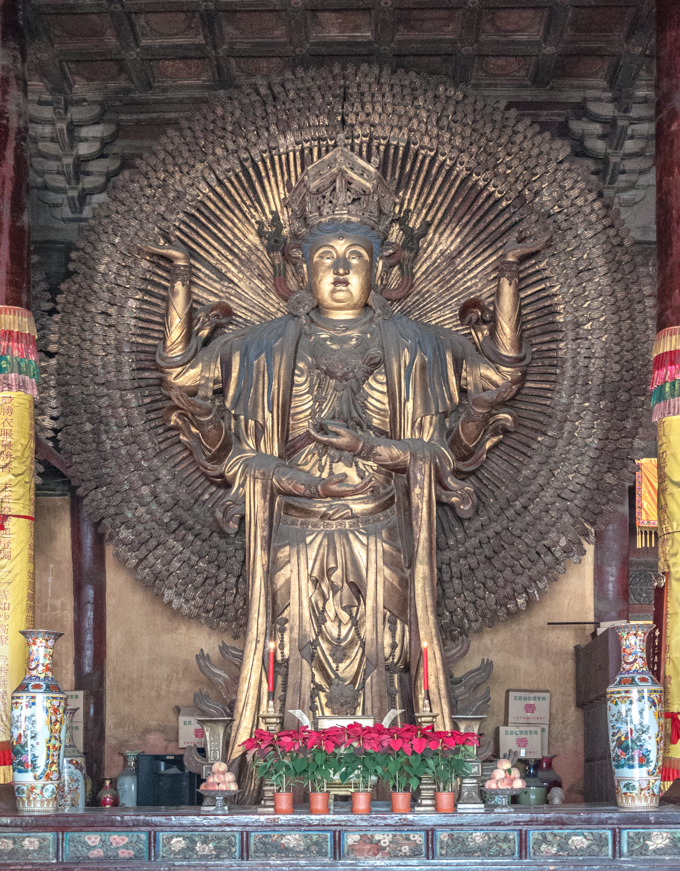
大悲殿の文殊菩薩像

山門、鐘楼、鼓楼、大雄宝殿、大悲殿、法堂、伽藍殿
山門前に一対の鉄獅は明の洪武年間を建立する。
大悲殿は明に建立され殿内には3体の菩薩像が安置されている。中央に千手千眼観音、左に文殊菩薩、右に普賢菩薩があり明の貴重な仏教芸術作品になる。
伽藍殿が有り関羽・関平・周倉の像が安置されている。